# Grüner Wasserstoff
Der Begriff grüner Wasserstoff bezeichnet Wasserstoff, der mittels Wasserelektrolyse (d. h. Power-to-Gas-Technologie) aus erneuerbaren Energien gewonnen wurde. Grüner Wasserstoff gilt als umweltfreundliche, klimaneutrale Möglichkeit der Wasserstoffgewinnung. Perspektivisch soll damit u. a. per Sektorenkopplung fossile Energie (Erdöl, Erdgas, Kohle usw.) ersetzt werden.
Aufgrund seines Potentials zur Dekarbonisierung von Industrieprozessen und seiner Einsatzmöglichkeit als Energiespeicher gilt grüner Wasserstoff als eine Schlüsseltechnologie im Energiesystem der Zukunft und der Energiewende weltweit. Sein Einsatz wird vor allem dort gesehen, wo eine direkte Elektrifizierung nicht möglich ist. Da er auf absehbare Zeit knapp bzw. kostspielig bleiben wird, sehen Wissenschaftler einen generellen Einsatz kritisch und halten eine Fokussierung auf besonders vielversprechende Anwendungsgebiete für geboten.
Wasserstoff ist von Natur aus ein farbloses durchsichtiges Gas, die Herstellungsmethoden werden mit verschiedenen Farben charakterisiert. Wasserstoff gilt als ein Treibstoff der Zukunft im Rahmen einer möglichen Wasserstoffwirtschaft.

## Hintergrund
Ziel der Verwendung von grünem Wasserstoff ist es, den Ausstoß von Treibhausgasen, in dem Fall hauptsächlich CO2, allmählich im Rahmen der Energiewende zu verringern und zu vermeiden. Es gibt viele Anwendungen oder Teilsektoren, die sich technisch oder ökonomisch nicht direkt mit Strom betreiben lassen; dort kann Wasserstoff eine alternative (Zwischen-)stufe für klimaneutrale gasförmige und flüssige Kraftstoffe sein. Die Schwerpunkte der Bemühungen bei den bisherigen Phasen der Dekarbonisierung lagen eher beim unmittelbaren Strombedarf. In den kommenden Phasen der Energiewende wird grüner Wasserstoff mit großer Wahrscheinlichkeit eine immer wichtigere Rolle spielen, um die dann strengeren Treibhausgassparziele noch erreichen zu können.
Unter anderem mit der europäischen und der deutschen Nationalen Wasserstoffstrategie wird die Wasserstofftechnologie massiv gefördert und soll in Zukunft eine der tragenden Säulen der Energiewirtschaft werden. Bisher ist grüner Wasserstoff sehr teuer und kann noch nicht in großen Mengen produziert werden. Die Kosten sollen mit Forschung reduziert und der Ausbau gefördert werden. Da die potenzielle Stromerzeugungskapazität in Europa dafür absehbar nicht ausreicht, sollen etwa 50 bis 70 Prozent Wasserstoff aus dem Ausland importiert werden. Die Herstellung ist an allen entweder sonnenreichen oder windreichen Standorten besonders vorteilhaft, also überall dort, wo die Stromgestehungskosten niedrig sind, wie etwa in der schottischen See, der arabischen Halbinsel, Südamerika oder Australien. Der so gewonnene Wasserstoff kann dann beispielsweise mit Tankschiffen oder über Pipelines weitertransportiert werden. Beim Schiffstransport wird der Wasserstoff eher in Ammoniak oder Methanol umgewandelt, um ihn einfacher transportieren zu können.
Laut einer Untersuchung des Deutschen Zentrums für Luft- und Raumfahrt aus dem Jahr 2020, beträgt der Anteil an grünem Wasserstoff am Gesamtwasserstoffverbrauch in Deutschland nur fünf Prozent. Der Rest ist überwiegend Grauer Wasserstoff aus Erdgas.

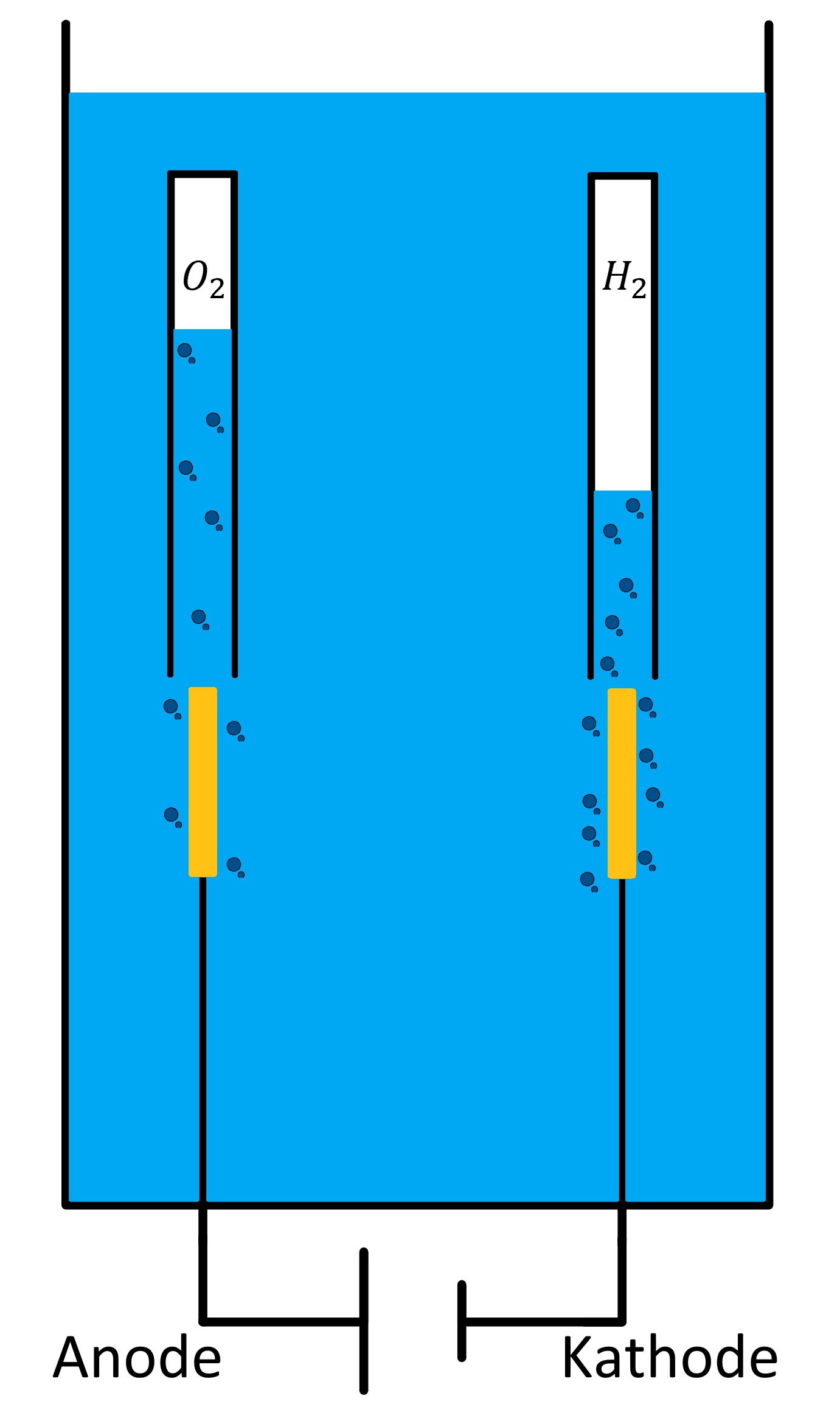
Prinzipansicht der Wasserelektrolyse
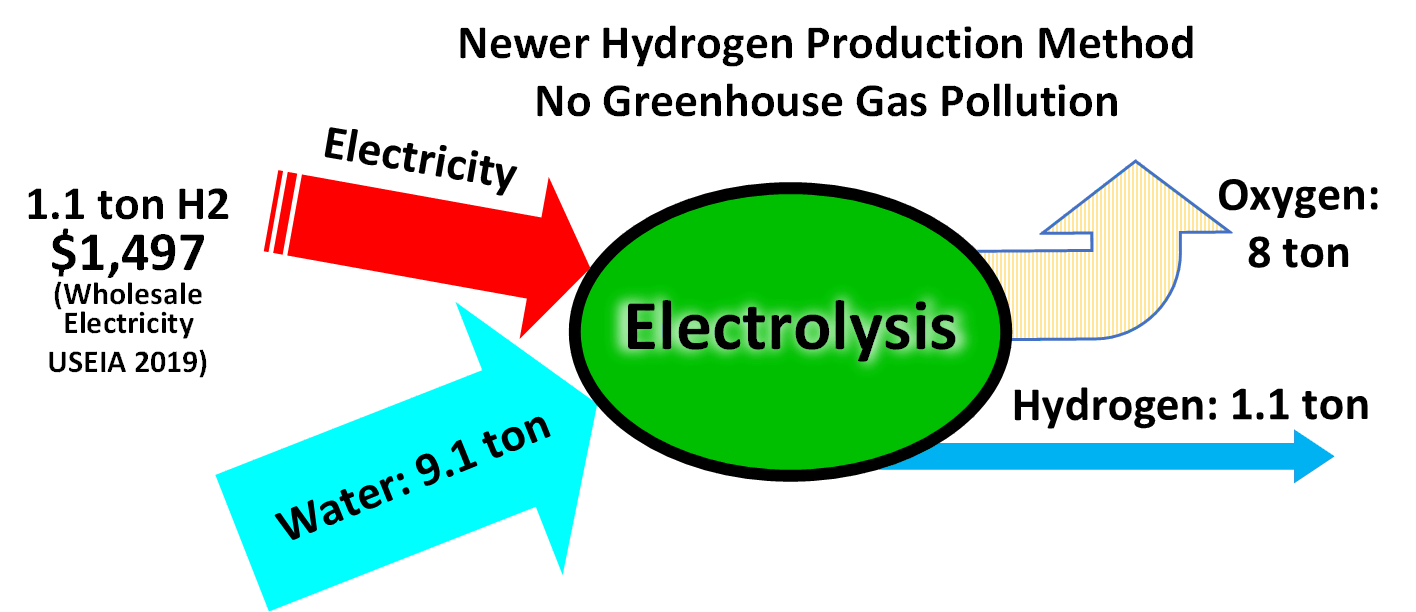
Wasserstofferzeugung mit Elektrolyse

## Herstellung
Grüner Wasserstoff wird mittels Elektrolyse von Wasser hergestellt, wobei die dafür nötige Energie aus erneuerbaren Energien gewonnen wird. Damit gilt er als klimaneutral. Mit Stand 2021 lag der Wirkungsgrad der Wasserstoffherstellung per Elektrolyse bei ca. 67 %, d. h. ein Drittel der eingesetzten elektrischen Energie gehen verloren. Neuartige Bauformen von Elektrolyseuren versprechen Wirkungsgrade von über 95 %.
Mit dem zunehmenden Ausbau von Erzeugungskapazitäten regenerativer Energien kommt es immer häufiger zu zeitweiliger Überbedarfsdeckung im Stromangebot, was dann auch zur Erzeugung von grünem Wasserstoff genutzt werden könnte. Mit Stand 2024 ist die Produktion nur aus Überschussstrom jedoch nicht wirtschaftlich, da unter diesen Bedingungen die Elektrolyseure zu gering ausgelastet wären.

## Verwendung

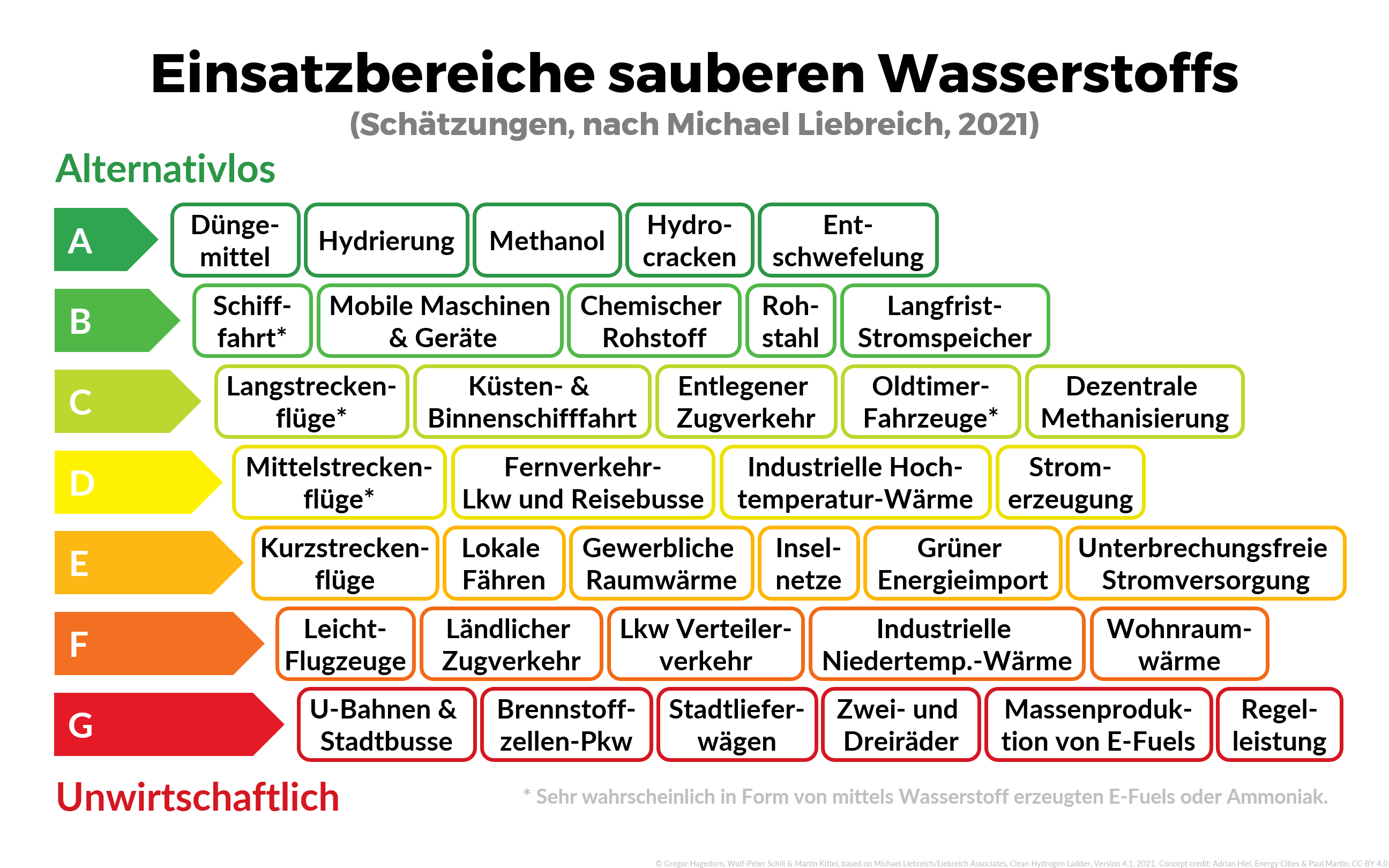
Die unterschiedlichen Einsatzbereiche von sauberem Wasserstoff nach ihrer Wirtschaftlichkeit

Wasserstoff ist vielseitig einsetzbar und gilt als eine Schlüsseltechnologie im Energiesystem der Zukunft und der Energiewende weltweit. Er kommt immer dann als Alternative in Frage, wenn eine direkte Elektrifizierung technisch oder wirtschaftlich nicht oder kaum möglich ist. Da grüner Wasserstoff auf absehbare Zeit ein knappes Gut bleiben wird, wird es in der Fachwelt als wichtig erachtet, bei seiner Nutzung Prioritäten festzulegen. So hängt die Geschwindigkeit der Umstellung von fossilen Energien auf Wasserstoff u. a. davon ab, auf besonders aussichtsreiche oder wirksame Nutzungen zu setzen. Zudem sollen so Fehlinvestitionen vermieden werden.
Grüner Wasserstoff soll beispielsweise einem Ausgleich von schwankendem Strombedarf dienen. Es ist ein geeigneter Energieträger, um regenerativ erzeugten Strom zwischenspeichern zu können. Je nach Bedarf kann dieser Wasserstoff beispielsweise als Strom über Gaskraftwerke zurückgewonnen werden. Dabei könnten unterirdische Salzkavernenspeicher verwendet werden, wodurch eine saisonale Speicherung oder für Dunkelflauten möglich wäre. In weiteren möglichen Umwandlungsschritten kann Wasserstoff die Grundlage von sogenannten Power-to-X-Energieträgern sein. Diese damit gewonnenen Erzeugnisse können beispielsweise als umweltfreundlicher Ersatz für heutige flüssige und gasförmige Treibstoffe (Power to Liquid, Power-to-Gas) dienen. Außerdem soll zukünftig unter anderem umweltfreundlicher grüner Stahl damit erzeugt werden. Wasserstoff kann zur Sektorenkopplung zwischen Stromerzeugung, Mobilität, Wärmesektor und Industrie beitragen. Darüber hinaus sollen damit zukünftig schwere Nutzfahrzeuge, Flugzeuge und andere Mobilitätslösungen über Brennstoffzellen angetrieben werden, wobei keine Abgase entstehen, sondern lediglich Wasserdampf. In der Gebäudetechnik kann mithilfe von Brennstoffzellenheizungen gleichzeitig Strom und Wärme erzeugt werden.
Eine 2023 publizierte Übersichtsarbeit der Nationalen Akademie der Wissenschaften Leopoldina, der Deutschen Akademie der Technikwissenschaften und der Union der deutschen Akademien der Wissenschaften, die den Forschungsstand zusammenfasste, hielt fest, dass „Wasserstoff sowie wasserstoffbasierte synthetische Kraftstoffe für das Erreichen der Klimaneutralität eine entscheidende Rolle spielen“, ihr Einsatz hingegen „insbesondere als Feedstock in der Stahl- und Chemieindustrie, im internationalen Luft- und Schiffsverkehr sowie teilweise in schwer sanierbaren Gebäuden denkbar“ sei. Hingegen betonen die Forscher, dass in anderen Bereichen wie für die Bereitstellung von Niedertemperaturprozesswärme, im Pkw-Verkehr und in Neubauten „eine direkte Elektrifizierung angeraten“ sei, da diese sowohl günstiger sei als auch einen geringen Material- und Flächenverbrauch aufweise und Wasserstoff erst einmal knapp bleibe, der „nur eingesetzt werden sollte, wo die Vermeidungskosten einer Direktelektrifizierung sehr hoch sind oder wo eine Direktelektrifizierung technisch nicht darstellbar erscheint“.
Der Sachverständigenrat für Umweltfragen (SRU) kam in einer 2021 publizierten Stellungnahme zur Rolle von Wasserstoff im Klimaschutz zum Ergebnis, dass Wasserstoff ein wichtiger Baustein hinsichtlich Treibhausgasneutralität sein könne, dies aber nur unter der Voraussetzung, dass er „umweltfreundlich und nachhaltig“ produziert und „sparsam genutzt“ werde. In der Publikation wird darauf verwiesen, dass die Produktion von grünem Wasserstoff große Mengen an Ökostrom und damit indirekt Flächen, Rohstoffe und Wasser erfordert, weshalb er nur dort eingesetzt werden sollte, wo keine effizienteren Alternativen zur Verfügung stehen. Umso mehr gelte diese Aussage noch für aus Wasserstoff hergestellte Power-to-X-Folgeprodukte, bei denen weitere Umwandlungsverluste anfallen. Eine wichtige Rolle spielten Wasserstoff und daraus hergestellte Folgeprodukte in der chemischen Industrie, der Stahlindustrie sowie dem internationale Schiffs- und Flugverkehr, während im Schwerlastverkehr die Frage noch offen sei, ob sich Wasserstoff, batterieelektrische Konzepte oder Oberleitungs-LKWs durchsetzten. Im Stromsystem sowie Fern- und Nahwärmenetzen sollte Wasserstoff gemäß SRU nur eine ergänzende Rolle spielen, während sein Einsatz in Gebäudeheizungen und PKWs ineffizient und bei weitem teuer sei als der Einsatz von alternativen Technologien wie Wärmepumpenheizungen und E-Autos. Um Pfadabhängigkeiten und Fehlanreize im Hinblick auf fossile Energien zu vermeiden, sollte die Förderung von Wasserstofftechnologien daher auf Sektoren beschränkt werden, in denen langfristig die Wasserstoffnutzung unverzichtbar sei.

## Wirtschaftlichkeit
Mit Stand 2021 lagen die Herstellungskosten bei 3,1 bis 9,0 Euro/kg und damit etwa 2-3 mal so hoch wie bei Wasserstoff, der mittels Dampfreformierung aus Erdgas gewonnen wird. Es wird aber u. a. durch die erwartete Kostensenkung der erneuerbaren Energien damit gerechnet, dass er mittel- bis langfristig günstiger sein wird als diese.
Im Frühsommer 2023 sind die Autoren einer Studie des Wuppertal Institut für Klima, Umwelt, Energie zu dem Ergebnis gekommen, dass die heimische Elektrolyse wirtschaftlicher als beispielsweise ein Schiffstransport aus Nordafrika wäre. Dadurch würde zudem eine neue Importabhängigkeit vermieden werden. Um die Nachfrage zu decken, müssten allerdings die erneuerbaren Energien weiter ausgebaut werden.

## Nachteile
Der resultierende Gesamtwirkungsgrad innerhalb der Prozessketten zur Herstellung von grünem Wasserstoff ist nicht besonders hoch. Eine Studie von Greenpeace Energy kam Ende 2020 zu dem Ergebnis, dass der Einsatz von grünem Wasserstoff aufgrund des vergleichsweise schlechten Wirkungsgrades nur dann dem Klimaschutz diene, falls es Ökostrom im Überfluss gäbe. Da aber der Strom aus erneuerbaren Energien oft schon ungenutzt abgeregelt werden muss, könnte der immer größer werdende Überschuss in Zukunft noch verwertet werden. Der Naturschutzbund Deutschland (NABU) fordert u. a. eine vollständige Ökobilanz von grünem Wasserstoff.
Daneben wird der Wasserverbrauch, insbesondere in wasserarmen Regionen, kritisiert. Um grünen Wasserstoff kostengünstig herzustellen, soll er dort produziert werden, wo der Ertrag aus Photovoltaik- und Solarthermieanlagen am größten ist, wie beispielsweise in Nordafrika und dem Nahen Osten. In diesen wasserarmen Gebieten fehlt aber das für die Wasserstoffherstellung notwendige Süßwasser, welches nur mittels Meerwasserentsalzung bereitgestellt werden kann. Bei der Entsalzung, die zusätzliche Energie benötigt, entsteht eine stark salzhaltige Lauge als Abfallprodukt, die betriebsbedingt auch Chemikalien und Schwermetalle enthält, und in der Regel wieder ins Meer zurückgepumpt wird und das Ökosystem belastet.